# Удостоверение личности гражданина Казахстана

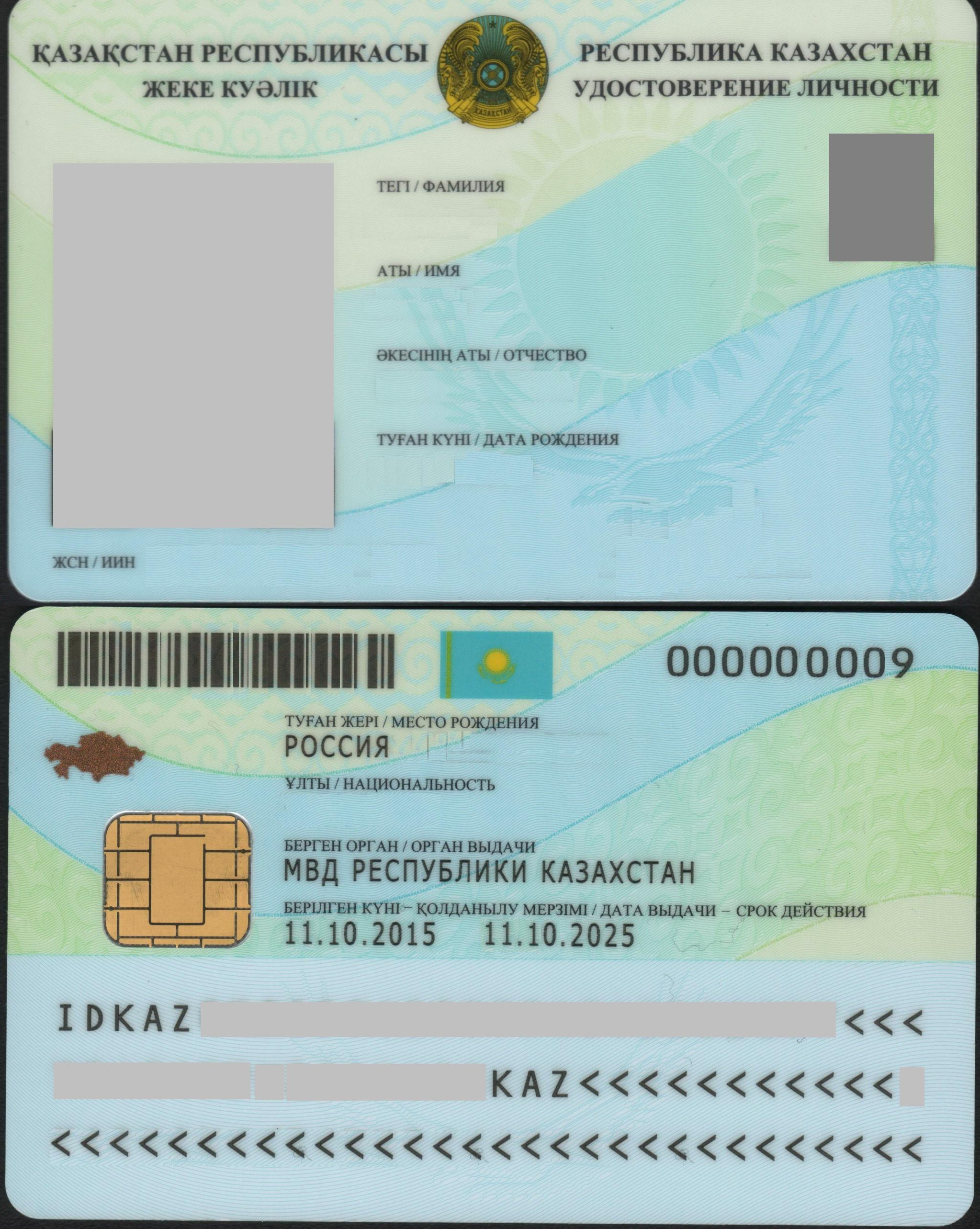
Удостоверение личности текущего (с 1 декабря 2014) образца с чипом

Удостоверение личности старого (до 1 декабря 2014) образца с чипом

Удостоверение личности гражданина Республики Казахстан выдаётся гражданам с 16-летнего возраста и действительно на территории республики. Все граждане Республики Казахстан, постоянно проживающие на её территории, должны иметь удостоверение личности. Было введено в 1994 году взамен внутреннего паспорта СССР.
В удостоверении указываются:
1. Фамилия
2. Имя
3. Отчество
4. Дата рождения
5. Индивидуальны идентификационны номер
6. Подпись
7. Национальность (по желанию владельца может не указываться)
8. Номер удостоверения
9. Место рождения
10. Орган выдачи документа
11. Срок действия документа

Удостоверение личности выдается со сроком действия 10 лет и меняется по истечении срока.
При регистрации по новому месту постоянного жительства на электронный чип действующего удостоверения личности происходит перезапись информации, замена не производится.
Вместо заграничного паспорта удостоверением личности граждане Казахстана могут пользоваться при поездках в Албанию, Российскую Федерацию (только напрямую из Казахстана) и Киргизию — соответственно, граждане России и Кыргызстана могут въезжать в Казахстан по внутренним документам без загранпаспорта.
26 июня 2008 года введены в обращение удостоверения личности нового образца с чипом на 64 кб. Оно представляет собой смарт-карту размером 85,72 х 54,03 миллиметра с округлёнными углами, изготовленную из износостойкого многослойного материала.
1 декабря 2014 года вводятся в обращение удостоверения личности обновлённого образца; как сообщается в сообщении пресс-службы МВД Казахстана, «в новом удостоверении личности гражданина Республики Казахстан частично изменён дизайн, чёрно-белое фотоизображение заменено на цветное, улучшена цветовая гамма, яркость и контрастность документа. Все степени защиты удостоверения личности от подделок не только сохранены, но и дополнены новыми элементами. Так, введен дополнительный элемент защиты документа: в правой части лицевой стороны удостоверения личности в уменьшенном виде размещено голографическое изображение владельца документа, что представляет наивысшую степень защиты от подделок».